# Balgöl
Balgöl är en sjö i Oskarshamns kommun i Småland och ingår i Marströmmens huvudavrinningsområde. Sjön har en area på 0,0582 kvadratkilometer och ligger 23,1 meter över havet.

## Delavrinningsområde
Balgöl ingår i det delavrinningsområde (637789-154210) som SMHI kallar för Utloppet av Viksjön. Medelhöjden är 29 meter över havet och ytan är 7,27 kvadratkilometer. Det finns inga avrinningsområden uppströms utan avrinningsområdet är högsta punkten. Vattendraget som avvattnar avrinningsområdet har biflödesordning 2, vilket innebär att vattnet flödar genom totalt 2 vattendrag innan det når havet efter 5,8 kilometer. Avrinningsområdet består mestadels av skog (80 procent). Avrinningsområdet har 1,08 kvadratkilometer vattenytor vilket ger det en sjöprocent på 14,8 procent.